# Dynode
Een dynode is een van een reeks elektroden in een fotomultiplicator (PMT) die zich tussen de kathode en de anode bevinden, en die op een spanning gehouden worden die per dynode stapsgewijs oploopt van één stap hoger dan de spanning van de kathode tot één stap lager dan de spanning van de anode.
De dynode versnelt de vrijgemaakte elektronen. Wanneer de vrijgekomen elektronen met hoge snelheid botsen met de dynode, komen er meer elektronen vrij. Dit verschijnsel noemt men secundaire emissie.

Schema van een fotomultiplicator gekoppeld aan een scintillator.